# Palacio de Valdecarzana
El Palacio de Valdecarzana, también conocido como la Casa de las Baragañas, se encuentra situado en la localidad asturiana de Avilés (España).

## Descripción
Se trata de un palacio perteneciente al estilo gótico, construido entre los siglos XIV y XV por un rico comerciante avilesino para servir como su domicilio particular. Además también posee una zona baja utilizada en sus inicios para mercadear y almacenar los productos, ya que dispone de varios arcos ojivales con guardapolvos dispuestos a tal efecto.
La parte de la vivienda se caracteriza asimismo por poseer cuatro ventanas geminadas a modo de galería, con el vierteaguas decorado con dientes en sierra.
Es el edificio civil más antiguo de Asturias y el único ejemplo no religioso del estilo gótico en la villa, también se caracteriza por ser la única muestra de arquitectura burguesa presente en ella. Cabe destacar que de la estructura original solo queda en pie actualmente la fachada sur, que fue completamente asegurada y restaurada durante el siglo XX para convertir al edificio en el Archivo Histórico de Avilés.
Entre generaciones ha pasado la creencia de que el rey Pedro I el Cruel, cuando libró a la ciudad en 1352 de las tropas de su hermano bastardo, el insurrecto Enrique de Trastámara, se alojó en este palacio.